# Heterocerus virgatus
Heterocerus virgatus là một loài bọ cánh cứng trong họ Heteroceridae. Loài này được Mamitza miêu tả khoa học đầu tiên năm 1933.